# Biegi narciarskie na Mistrzostwach Świata w Narciarstwie Klasycznym 2007 – sprint drużynowy kobiet
Sprint drużynowy kobiet techniką dowolną był jedną z konkurencji XXXIII Mistrzostw Świata w Narciarstwie Klasycznym, zawody odbyły się 23 lutego 2007 roku. Tytułu sprzed dwóch lat nie obroniła reprezentacja Norwegii, która tym razem w składzie Astrid Jacobsen i Marit Bjørgen zdobyła brązowy medal. Nowymi mistrzyniami świata zostały Finki Riitta-Liisa Roponen i Virpi Kuitunen, zdobywając tym samym pierwszy w historii złoty medal dla Finlandii w tej konkurencji. Drugie miejsce zajęły Niemki: Evi Sachenbacher-Stehle oraz Claudia Nystad.

## Rezultaty
| Miejsce | Numer | Państwo           | Zawodniczki                               | Czas     | Strata   |
| ------- | ----- | ----------------- | ----------------------------------------- | -------- | -------- |
| 01 !    | 10    | Finlandia         | Riitta-Liisa Roponen Virpi Kuitunen       | 16:20,9  | —        |
| 02 !    | 2     | Niemcy            | Evi Sachenbacher-Stehle Claudia Nystad    | 16:21,6  | +0,7     |
| 03 !    | 1     | Norwegia          | Astrid Jacobsen Marit Bjørgen             | 16:24,0  | +3,1     |
| 4       | 11    | Szwecja           | Britta Johansson Norgren Lina Andersson   | 16:40,5  | +19,6    |
| 5       | 17    | Kazachstan        | Oksana Jacka Jelena Kołomina              | 16:42,8  | +21,9    |
| 6       | 14    | Białoruś          | Wiktoryja Łapacina Wolha Wasilonak        | 16:44,0  | +23,1    |
| 7       | 8     | Słowacja          | Alena Procházková Katarína Garajová       | 16:45,5  | +24,6    |
| 8       | 12    | Włochy            | Sabina Valbusa Arianna Follis             | 16:53,6  | +32,7    |
| 9       | 3     | Słowenia          | Vesna Fabjan Petra Majdič                 | 17:24,5  | +1:03,6  |
| 10      | 9     | Chiny             | Man Dandan Yuxia Hou                      | 17:28,1  | +1:07,2  |
| 11      | 16    | Stany Zjednoczone | Laura Valaas Kikkan Randall               | Półfinał | Półfinał |
| 12      | 4     | Rosja             | Jewgienija Szapowałowa Natalja Matwiejewa | Półfinał | Półfinał |
| 13      | 5     | Japonia           | Nobuko Fukuda Madoka Natsumi              | Półfinał | Półfinał |
| 14      | 13    | Szwajcaria        | Seraina Mischol Laurence Rochat           | Półfinał | Półfinał |
| 15      | 6     | Kanada            | Chandra Crawford Sarah Daitch             | Półfinał | Półfinał |
| 16      | 19    | Ukraina           | Zoja Obiuch Maryna Ancybor                | Półfinał | Półfinał |
| 17      | 15    | Francja           | Élodie Bourgeois-Pin Caroline Weibel      | Półfinał | Półfinał |
| 18      | 7     | Estonia           | Piret Pormeister Kaili Sirge              | Półfinał | Półfinał |
| —       | 18    | Australia         | Esther Bottomley Katherine Calder         | DNS      | DNS      |